# Museo de Historia Panorama 1453

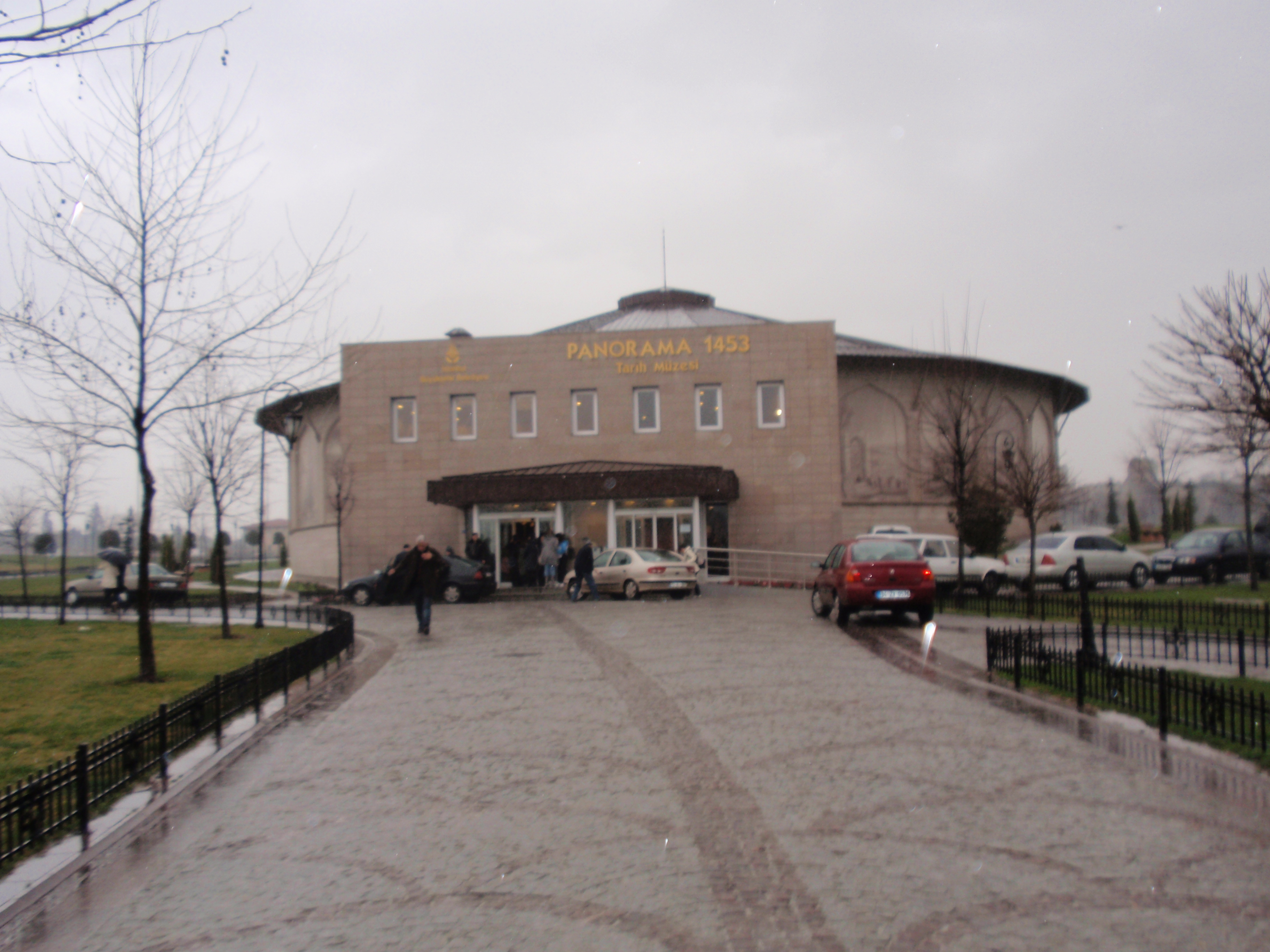
Museo de Historia Panorama 1453

Museo de Historia Panorama 1453 (en turco: Panorama 1453 Tarih Müzesi o Panorama 1453) es un museo de historia en Estambul, Turquía.

## Ubicación
El museo se encuentra en el Parque de Topkapı en el barrio de Topkapı, distrito de Fatih, y es bien comunicado con el resto de la ciudad tanto por el metrobús como por el Metro de Estambul. 

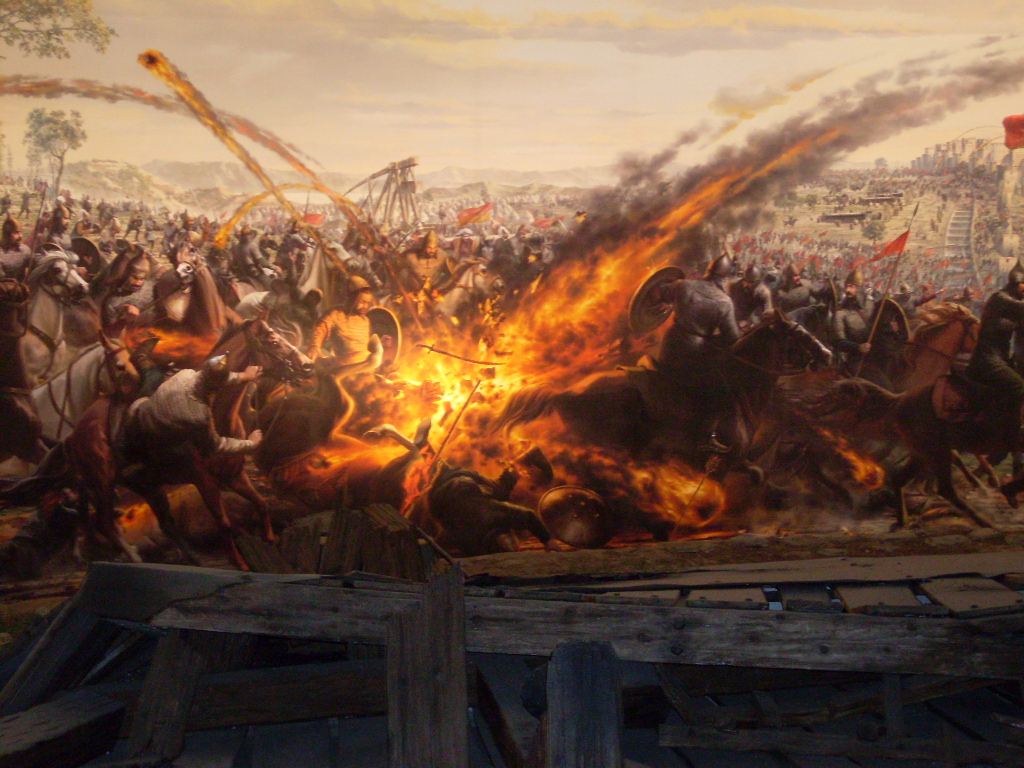
Un mural en Panorama 1453 sobre la conquista de Constantinopla.

## Historia
El proyecto del museo y los trabajos de diseño arquitectural empezaron en el año 2003. Las obras de construcción empezaron en 2005 y terminaron en 2008. El museo se inauguró el 31 de enero de 2009. La realización del museo ha costado $ 5 millones. Lo visitaron 700 000 personas desde su apertura al servicio hasta septiembre de 2010 y un promedio de un millón de visitantes al año en sus primeros 5 años de existencia.